# Manuel Docampo Guerra
Manuel Docampo Guerra (Barco de Valdeorras, Orense, 19 de noviembre de 1941) es un doctor Ingeniero industrial español.
Fue Presidente del Puerto de Bilbao y de la Autoridad Portuaria de Bilbao de 1991  a 1996 nombrado por el ministro Josep Borrell. Ha sido promotor del Superpuerto de Bilbao, apostando por retirar el puerto de la ciudad. Es cofundador de Bilbao Ría 2000. Desde 2007 es Presidente de la Autoridad Portuaria de Avilés en sustitución del avilesino Manuel Ponga. Entre sus proyectos está la renovación del Puerto de Avilés.
También fue patrono de la Fundación Niemeyer entre 2007 y 2011.